# Back to the Known
| Оценки критиков | Оценки критиков |
| Источник        | Оценка          |
| --------------- | --------------- |
| AllMusic        | [ 1 ]           |

Back to the Known — второй EP-релиз американской панк-рок группы Bad Religion. Название EP означает возвращение от прогрессивного рока к панк-року.
Альбом содержит одну из любимых песен фанатов группы, «Along the Way», которая является частью каждого их шоу. Во время выступлений в середине 1980-х годов группа исполняла песню по два раза подряд, во второй раз в ускоренном темпе.

## История
Фронтмен группы Грег Граффин восстановил Bad Religion в 1984 году и взял Грега Хетсона (гитариста Circle Jerks, который оставался в группе до 2013 года) и бас-гитариста Тима Галлегоса. Барабанщик Пит Файнстоун (покинувший группу в 1982 году) также присоединился к коллективу. Новый EP содержал всего пять песен и длился немногим больше десяти минут. Изначально альбом выпустили на 12" виниле и был записан, лишь на одну сторону пластинки. Другая сторона не имела никаких звуков записи и была зеркально гладкая, альбом был переиздан как часть сборника 80-85 в 1991 году, а затем стал входить в переизданную версию How Could Hell be Any Worse? (англ. "Каким образом Ад мог бы стать хуже?") в 2004 году.
После релиза возникли некоторые неточности. Из некоторых интернет-ресурсов и задней обложки пластинки многие думали что EP был издан в 1984 году. Согласно официальному сайту Bad Religion, альбом был записан в 1985 году.
Ни одна из песен не попала в сборник группы 1995 года All Ages.

## Список песен
| №                   | Название            | Автор(ы)            | Длительность |
| ------------------- | ------------------- | ------------------- | ------------ |
| 1.                  | «Yesterday»         | Граффин             | 2:39         |
| 2.                  | «Frogger»           | Хетсон              | 1:19         |
| 3.                  | «Bad Religion»      | Гуревич             | 2:10         |
| 4.                  | «Along the Way»     | Граффин             | 1:36         |
| 5.                  | «New Leaf»          | Граффин             | 2:53         |
| Общая длительность: | Общая длительность: | Общая длительность: | 10:37        |

## Факты
- Песня «Bad Religion» является переизданием трека с одноименного EP группы 1981 года.
- Опрос фанатов группы показал, что песня «Along the Way» является одной из их лучших песен.[3]

## Участники
- Грег Граффин — вокал, производство
- Грег Хетсон — электрогитара
- Тим Галлегос — бас-гитара
- Пит Файнстоун — барабаны
- Бретт Гуревич — производство